# Liste des chansons d'Eddy Mitchell adaptées d'une chanson étrangère
 (avril 2021).
- Si vous ne connaissez pas le sujet, laissez ce bandeau (vous pouvez alors contacter les auteurs).
- Si vous supprimez le contenu mis en cause (vous pouvez préalablement contacter les auteurs),

argumentez précisément cette suppression dans la page de discussion
(un manque de référence n'est pas un argument ; une recherche réelle de référence doit avoir été effectuée, être formellement documentée).
Pour des articles plus généraux, voir Eddy Mitchell, Discographie d'Eddy Mitchell et Liste des chansons interprétées par Eddy Mitchell.
Cet article recense, en respectant la chronologie de leurs parutions, les chansons d'Eddy Mitchell adaptées d'une chanson étrangère. Dans un souci d'exhaustivité, un classement est également réalisé par interprètes.

## Adaptations
Informations issues de SecondhandSongs, sauf mention complémentaire.

### Années 1960

#### Eddy Mitchell avec Les chaussettes noires (1961-1963)
| Titre original                     | Date | Interprète original                             | Auteur(s)/Compositeur(s)                  | Adaptation                     | Version Eddy Mitchell | Date        | Support                                      |
| ---------------------------------- | ---- | ----------------------------------------------- | ----------------------------------------- | ------------------------------ | --------------------- | ----------- | -------------------------------------------- |
| Be-Bop-A-Lula                      | 1956 | Gene Vincent and His Blue Caps                  | Gene Vincent, Sheriff Tex Davis           | Claude Moine, Gisèle Vesta     | Be Bop a Lula         | 1960 (1996) | Les Cinq Rocks,100 % rock                    |
| Wild Cat                           | 1959 | Gene Vincent                                    | Wally Gold (en), Aaron Schroeder          | Claude Moine                   | Tant pis pour toi     | 1960 (1996) | Les Cinq Rocks,100 % rock                    |
| Baby Blue                          | 1958 | Gene Vincent                                    | Gene Vincent, Bobby Jones                 | Claude Moine, Jean Bouchéty    | Betty                 | 1960 (1996) | Les Cinq Rocks,100 % rock                    |
| Running Bear (en)                  | 1959 | Johnny Preston (en)                             | J.-P. Richardson                          | Claude Moine                   | L'ours gris           | 1960 (1996) | Les Cinq Rocks                               |
| Dirty, Dirty Feeling               | 1960 | Elvis Presley with The Jordanaires              | Jerry Leiber et Mike Stoller              | Claude Moine, Georges Vesta    | Si seulement          | 1961        | 1er super 45 tours des Chaussettes Noires    |
| Pony Time                          | 1960 | The Goodtimers                                  | Don Covay, John Berry                     | Claude Moine                   | Hey Pony              | 1961        | 100 % rock                                   |
| Everybody's Got a Date But Me      | 1960 | Gene Vincent                                    | Whitey Pullen                             | Claude Moine                   | Fou d'elle            | 1961        | 100 % rock                                   |
| You Talk Too Much                  | 1960 | Joe Jones                                       | Joe Jones, Reginald Hall                  | Georges Aber                   | Tu parles trop        | 1961        | 100 % rock                                   |
| La Bamba                           | 1939 | Alvaro Hernández Ortiz                          | air traditionnel                          | Jean Bouchéty                  | La Bamba Rock         | 1961        | 100 % rock                                   |
| Going Home To Mary Lou             | 1959 | Neil Sedaka                                     | Neil Sedaka, Howard Greenfield            | André Pascal                   | O Mary Lou            | 1961        | 100 % rock                                   |
| I Gotta Know (en)                  | 1959 | Cliff Richard and The Shadows                   | Paul Evans (en), Matt Williams            | Claude Moine, Jacques Dambrois | Je t'aime trop        | 1961        | 100 % rock                                   |
| Johnny B. Goode                    | 1958 | Chuck Berry                                     | Chuck Berry                               | Claude Moine                   | Eddie sois bon        | 1961        | 100 % rock                                   |
| The Twist                          | 1959 | Hank Ballard and The Midnighters                | Hank Ballard                              | Georges Aber, Rudi Revil       | Le twist              | 1961        | Rock 'n' Twist                               |
| Gee Whizz It's You (en)            | 1960 | Cliff Richard and the Shadows                   | Ian Samwell (en), Hank Marvin             | Claude Moine, Gisèle Vesta     | Vivre sa vie          | 1961        | Rock 'n' Twist                               |
| A Mess of Blues (en)               | 1960 | Elvis Presley with The Jordanaires              | Doc Pomus, Mort Shuman                    | Pierre Saka                    | C'est tout comme      | 1961        | Rock 'n' Twist                               |
| Sugaree                            | 1956 | Dennis Lotis (en) et The Tony Osborne Orchestra | Marty Robbins                             | Claude Moine                   | Chérie oh chérie      | 1961        | Rock 'n' Twist                               |
| Pretty Little Angel Eyes (en)      | 1961 | Curtis Lee (en)                                 | Tommy Boyce, Curtis Lee                   | André Salvet                   | Quand je te vois      | 1961        | Rock 'n' Twist                               |
| Boo Hoo                            | 1960 | Lloyd Price                                     | Don Covay, John Berry                     | Claude Moine                   | Trop jaloux           | 1961        | Rock 'n' Twist                               |
| She She Little Sheila              | 1960 | Gene Vincent                                    | Whitey Pullen, Jerry Merritt              | Claude Moine                   | Petite Sheila         | 1961        | Rock 'n' Twist                               |
| Little Sister                      | 1961 | Elvis Presley                                   | Doc Pomus, Mort Shuman                    | Claude Moine, Pierre Saka      | Petite sœur d'amour   | 1962        | 11e EP super 45 tours des Chaussettes Noires |
| Roly-Poly                          | 1961 | Joey Dee & The Starliters                       | Henry Glover, Morris Levy (en), Joey Dee  | Georges Aber                   | Roly-Poly             | 1962        | 12e EP super 45 tours des Chaussettes Noires |
| Hey, Let's Twist                   | 1961 | Joey Dee & The Starliters                       | Henry Glover, Morris Levy (en) , Joey Dee | Georges Aber                   | Hey, let's twist      | 1962        | 12e EP super 45 tours des Chaussettes Noires |
| Willie and the Hand Jive           | 1958 | The Johnny Otis Show                            | Johnny Otis                               | Claude Moine                   | Je reviendrai bientôt | 1962        | 12e EP super 45 tours des Chaussettes Noires |
| Shout! Shout! (Knock Yourself Out) | 1962 | Ernie Maresca                                   | Ernie Maresca, Thomas F. Bogdany          | André Salvet                   | Shout Shout           | 1962        | 12e EP super 45 tours des Chaussettes Noires |
| Peppermint Twist                   | 1961 | Joey Dee & The Starliters                       | Henry Glover, Joey Dee                    | Georges Aber                   | Peppermint twist      | 1962        | Le 2 000 000e disque des Chaussettes noires  |
| The Night Is So Lonely             | 1959 | Gene Vincent                                    | Gene Vincent, Clifton Simmons             | Claude Moine                   | C'est la nuit         | 1962        | Le 2 000 000e disque des Chaussettes noires  |
| All I Have To Do Is Dream          | 1958 | Everly Brothers                                 | Boudleaux Bryant                          | Claude Moine                   | Line                  | 1962        | Le 2 000 000e disque des Chaussettes noires  |
| Twistin' The Twist                 | 1961 | Teddy Martin and His Las Vegas Twisters         | Jerry Mengo                               | Danyel Gérard, Lucien Morisse  | La leçon de twist     | 1962        | Le 2 000 000e disque des Chaussettes noires  |
| Runaround Sue                      | 1961 | Dion DiMucci                                    | Dion DiMucci, Ernie Maresca               | Jean Grelbin, Albert Ferreri   | Volage (infidèle)     | 1962        | Le 2 000 000e disque des Chaussettes noires  |
| The Mountain's High (en)           | 1961 | Dick and Dee Dee (en)                           | Dick St. John                             | Ralph Bernet, Danyel Gérard    | Non ne lui dis pas    | 1962        | Le 2 000 000e disque des Chaussettes noires  |
| Unchained Melody                   | 1955 | Todd Duncan                                     | Hy Zaret (it), Alex North                 | Pierre Delanoë                 | Les enchaînés         | 1962        | Le 2 000 000e disque des Chaussettes noires  |
| Right Now (en)                     | 1959 | Gene Vincent and His Blue Caps                  | Al Lewis (en), Sylvester Bradford         | Claude Moine                   | Le temps est lent     | 1962        | Le 2 000 000e disque des Chaussettes noires  |
| Shake, Rattle and Roll             | 1954 | Joe Turner and His Blues Kings                  | Jesse Stone                               | Guy Bertret, Jacques Ledrain   | Shake rattle and roll | 1962        | Le 2 000 000e disque des Chaussettes noires  |
| Say Mama                           | 1958 | Gene Vincent and His Blue Caps                  | Johnny Meeks, Johnny Earl                 | Georges Aber, Eddie Vartan     | Il revient            | 1963        | Chaussettes noires Party                     |
| Gonna Get Back Home Somehow        | 1962 | Elvis Presley with The Jordanaires              | Doc Pomus, Mort Shuman                    | Claude Moine, Gisèle Vesta     | Ne délaisse pas       | 1963        | Chaussettes noires Party                     |
| Jezebel (en)                       | 1951 | Frankie Laine                                   | Wayne Shanklin (en)                       | Charles Aznavour               | Jezebel               | 1963        | Chaussettes noires Party                     |
| Big Fat Saturday Night             | 1960 | Gene Vincent                                    | Don Covay, Luther Dixon, John Berry       | Claude Moine                   | Ceci est mon histoire | 1963        | Chaussettes noires Party                     |

#### Eddy Mitchell en solo (à partir de 1962)

##### 1962 - 1965
| Titre original                                | Date | Interprète original                                  | Auteur(s)/Compositeur(s)                                              | Adaptation                                       | Version Eddy Mitchell                    | Date | Support                                        |
| --------------------------------------------- | ---- | ---------------------------------------------------- | --------------------------------------------------------------------- | ------------------------------------------------ | ---------------------------------------- | ---- | ---------------------------------------------- |
| The Night I Cried                             | 1961 | Brian Hyland                                         | Gary Geld, Peter Udell (en)                                           | Ralph Bernet                                     | Mais reviens-moi                         | 1962 | 1er Super 45 tours d'Eddy Mitchell en solo     |
| Something Blue                                | 1962 | Elvis Presley with The Jordanaires                   | Paul Evans (en), Al Byron                                             | Claude Moine, Ralph Bernet                       | C'est à nous                             | 1962 | 1er Super 45 tours d'Eddy Mitchell en solo     |
| Somebody to Love                              | 1962 | Brad Newman (en)                                     | Tommie Connor (en), Brad Newman                                       | Claude Moine, Ralph Bernet                       | Quand c'est de l'amour                   | 1962 | 1er Super 45 tours d'Eddy Mitchell en solo     |
| Angel (en)                                    | 1962 | Elvis Presley                                        | Sid Tepper (en), Roy C. Bennett (en)                                  | Claude Moine                                     | Angel                                    | 1962 | 1er Super 45 tours d'Eddy Mitchell en solo     |
| Good Good Lovin                               | 1959 | James Brown                                          | Albert Shubert, James Brown                                           | Claude Moine                                     | De t'aimer, de t'aimer                   | 1962 | super 45 tours de Vic Laurens et Les Vautours  |
| Lovesick Blues (en)                           | 1922 | Elsie Clark                                          | Irving Mills, Cliff Friend (en)                                       | Fernand Bonifay                                  | Je ne pense qu'à l'amour                 | 1963 | 2e Super 45 tours d'Eddy Mitchell              |
| That Old Black Magic (en)                     | 1942 | Glenn Miller et son Orchestre                        | Johnny Mercer, Harold Arlen                                           | Charles Aznavour                                 | Ce diable noir                           | 1963 | 2e Super 45 tours d'Eddy Mitchell              |
| Little Town Flirt (en)                        | 1962 | Del Shannon                                          | Del Shannon, Maron McKenzie                                           | Claude Moine                                     | Si tu penses                             | 1963 | Voici Eddy... c'était le soldat Mitchell       |
| If You Want My Lovin'                         | 1961 | Gene Vincent                                         | John Marascalco, Scott Turner (en)                                    | Claude Moine                                     | Tout s'est réalisé                       | 1963 | Voici Eddy... c'était le soldat Mitchell       |
| I Listen To My Heart                          | 1962 | Frank Ifield                                         | Frank Ifield                                                          | Rolland Valade                                   | C'est grâce à toi                        | 1963 | Voici Eddy... c'était le soldat Mitchell       |
| I'm Moving On (en)                            | 1950 | Hank Snow and His Rainbow Ranch Boys                 | Hank Snow                                                             | Claude Moine                                     | En revenant                              | 1963 | Voici Eddy... c'était le soldat Mitchell       |
| Chain Gang (en)                               | 1961 | Sam Cooke                                            | Sam Cooke                                                             | Claude Moine                                     | Chain Gang                               | 1963 | Voici Eddy... c'était le soldat Mitchell       |
| I'm Going Home (to see my baby)               | 1961 | Gene Vincent with Sounds Incorporated                | Bob Bain (en)                                                         | Claude Moine                                     | Je reviendrai                            | 1963 | Voici Eddy... c'était le soldat Mitchell       |
| Held For Questioning                          | 1963 | Gene Vincent avec Charles Blackwell et son Orchestre | Charles Blackwell (en)                                                | Claude Moine                                     | Quel est votre nom ?                     | 1963 | Voici Eddy... c'était le soldat Mitchell       |
| Weeping Willow                                | 1937 | Blind Boy Fuller                                     | Blind Boy Fuller                                                      | Claude Moine                                     | Pour vous                                | 1963 | Voici Eddy... c'était le soldat Mitchell       |
| Big Noise from Winnetka (en)                  | 1938 | The Bobcats                                          | Bob Haggart, Ray Bauduc                                               | Claude Moine (adapté de la version de Cozy Cole) | Quand une fille me plaît                 | 1963 | Voici Eddy... c'était le soldat Mitchell       |
| Mean Woman Blues                              | 1957 | Elvis Presley et The Jordanaires                     | Claude Demetrius (en)                                                 | Ralph Bernet, Pierre Guitton                     | Te voici                                 | 1963 | Eddy in London                                 |
| Bluejean Bop! (en)                            | 1956 | Gene Vincent and His Blue Caps                       | Gene Vincent, Hal Levy                                                | Ralph Bernet, Danyel Gérard                      | Blue Jean Bop                            | 1963 | Eddy in London                                 |
| Kansas City                                   | 1959 | Little Willie Littlefield                            | Jerry Leiber et Mike Stoller                                          | Jean Constantin, Jean Guigo                      | Kansas City                              | 1963 | Eddy in London                                 |
| C'mon Everybody                               | 1958 | Eddie Cochran                                        | Eddie Cochran, Jerry Capehart                                         | Claude Moine                                     | Comment vas-tu mentir ?                  | 1963 | Eddy in London                                 |
| Money Honey                                   | 1953 | Clyde McPhatter & The Drifters                       | Jesse Stone                                                           | Claude Moine                                     | Belle Honey                              | 1963 | Eddy in London                                 |
| Ready Teddy                                   | 1956 | Little Richard and His Band                          | Robert Blackwell, John Marascalco                                     | Claude Moine                                     | Ready Teddy                              | 1963 | Eddy in London                                 |
| Good Golly, Miss Molly                        | 1957 | Little Richard                                       | Robert Blackwell, John Marascalco                                     | Georges Aber, Julien Bruyninx                    | Jolie miss Molly                         | 1963 | Eddy in London                                 |
| (You're So Square) Baby I Don't Care (en)     | 1957 | Elvis Presley et The Jordanaires                     | Jerry Leiber, Mike Stoller                                            | Michel Emer                                      | Sentimentale                             | 1963 | Eddy in London                                 |
| Rip It Up                                     | 1956 | Little Richard and His Band                          | Robert Blackwell, John Marascalco                                     | Johnny Farago                                    | C'est le soir                            | 1963 | Eddy in London                                 |
| Long Tall Sally                               | 1956 | Little Richard and His Band                          | Little Richard, Robert Blackwell, Enotris Johnson                     | Gisèle Vesta                                     | L'oncle John                             | 1963 | Eddy in London                                 |
| Peggy Sue                                     | 1957 | Buddy Holly                                          | Buddy Holly, Norman Petty, Jerry Allison (en)                         | Jacques Mareuil, Michèle Libert                  | Peggy Sue                                | 1963 | Eddy in London                                 |
| Cherished Memories                            | 1962 | Eddie Cochran                                        | Sharon Sheeley                                                        | Claude Moine, Ralph Bernet                       | Jolie mélodie                            | 1963 | Eddy in London                                 |
| (You're the) Devil in Disguise                | 1963 | Elvis Presley et The Jordanaires                     | Bernie Baum (en), Bill Giant (en), Florence Kaye (en)                 | Ralph Bernet                                     | Tu n'as rien de tout ça                  | 1963 | super 45 tours                                 |
| Money (That's What I Want)                    | 1959 | Barrett Strong                                       | Berry Gordy, Janie Bradford (en)                                      | Claude Moine                                     | Pas de chance                            | 1964 | Panorama                                       |
| Three Steps to Heaven (en)                    | 1960 | Eddie Cochran                                        | Eddie Cochran, Bob Cochran                                            | Claude Moine                                     | J'irai au paradis                        | 1964 | Panorama                                       |
| Memphis, Tennessee                            | 1959 | Chuck Berry                                          | Chuck Berry                                                           | Danyel Gérard, Pierre Barouh                     | Memphis Tennessee                        | 1964 | Panorama                                       |
| Slowly but Surely                             | 1963 | Elvis Presley et The Jordanaires                     | Ben Weisman (en), Sid Wayne                                           | Claude Moine                                     | Doucement mais sûrement                  | 1964 | Panorama                                       |
| Roll Over Beethoven                           | 1956 | Chuck Berry and His Combo                            | Chuck Berry                                                           | Manou Roblin                                     | Repose Beethoven                         | 1964 | Panorama                                       |
| Brown Eyed Handsome Man                       | 1956 | Chuck Berry and His Combo                            | Chuck Berry                                                           | Claude Moine                                     | Détective privé                          | 1964 | Panorama                                       |
| Maybellene                                    | 1955 | Chuck Berry and His Combo                            | Chuck Berry                                                           | Danyel Gérard, Rudi Revil                        | Maybellene                               | 1964 | Panorama                                       |
| School of Heartbreakers                       | 1961 | Ral Donner (en)                                      | Doc Pomus, Mort Shuman                                                | Claude Moine                                     | L'école des cœurs brisés                 | 1964 | Panorama                                       |
| School Day (Ring! Ring! Goes the Bell)        | 1957 | Chuck Berry                                          | Chuck Berry                                                           | Pierre Saka                                      | Donne-moi une idée                       | 1964 | Panorama                                       |
| Busted (en)                                   | 1962 | Burl Ives                                            | Harlan Howard                                                         | Claude Moine                                     | Fauché                                   | 1964 | Toute la ville en parle... Eddy est formidable |
| Sticks and Stones (en)                        | 1960 | Ray Charles                                          | Titus Turner (en)                                                     | Claude Moine                                     | Il faut croire                           | 1964 | Toute la ville en parle... Eddy est formidable |
| Not for Me                                    | 1963 | Bobby Darin                                          | Bobby Darin                                                           | Claude Moine                                     | J'ai tout perdu                          | 1964 | Toute la ville en parle... Eddy est formidable |
| Just One Look (en)                            | 1963 | Doris Troy                                           | Doris Troy, Gregory Carroll (en)                                      | Claude Moine                                     | Juste un regard                          | 1964 | Toute la ville en parle... Eddy est formidable |
| Lonely Avenue (en)                            | 1956 | Ray Charles                                          | Doc Pomus                                                             | Georges Aber                                     | Qui l'a rendu fou ?                      | 1964 | Toute la ville en parle... Eddy est formidable |
| Everything's Alright (en)                     | 1964 | The Mojos                                            | Stuart Slater, Bob Konrad, Keith Karlson, Nicky Crouch, Simon Stavely | Claude Moine                                     | Everything all right (version française) | 1964 | Toute la ville en parle... Eddy est formidable |
| You'll Only Start Me Cryin' Again             | /    | /                                                    | Mort Shuman, Clive Westlake (en)                                      | André Salvet                                     | Je défendrai mon amour                   | 1964 | Toute la ville en parle... Eddy est formidable |
| (There's) Always Something There to Remind Me | 1964 | Lou Johnson (en)                                     | Burt Bacharach, Hal David                                             | Ralph Bernet                                     | Toujours un coin qui me rappelle         | 1964 | Toute la ville en parle... Eddy est formidable |

##### 1965 - 1969
| Titre original                    | Date | Interprète original                       | Auteur(s)/Compositeur(s)                        | Adaptation                     | Version Eddy Mitchell                         | Date | Support                              |
| --------------------------------- | ---- | ----------------------------------------- | ----------------------------------------------- | ------------------------------ | --------------------------------------------- | ---- | ------------------------------------ |
| You've Lost That Lovin' Feelin'   | 1964 | Righteous Brothers                        | Phil Spector, Barry Mann, Cynthia Weil          | Georges Aber                   | J'ai perdu mon amour                          | 1965 | Du rock 'n' roll au rhythm 'n' blues |
| Caldonia                          | 1945 | Louis Jordan and His Tympany Five         | Fleecie Moore                                   | Claude Moine                   | Caldonia (version française)                  | 1965 | Du rock 'n' roll au rhythm 'n' blues |
| Lovin' Up a Storm (en)            | 1959 | Jerry Lee Lewis and His Pumping Piano     | Luther Dixon, Allyson Khent                     | Claude Moine                   | Barbe bleue                                   | 1965 | Du rock 'n' roll au rhythm 'n' blues |
| Go, Go, Go                        | 1956 | Roy Orbison and Teen Kings                | Roy Orbison                                     | Claude Moine                   | Rendez-vous                                   | 1965 | Du rock 'n' roll au rhythm 'n' blues |
| St. James Infirmary               | 1929 | Louis Armstrong & His Savoy Ballroom Five | air traditionnel                                | Jacques Chaumelle              | J'avais deux amis                             | 1965 | Du rock 'n' roll au rhythm 'n' blues |
| I'm Crying (en)                   | 1964 | The Animals                               | Eric Burdon, Alan Price                         | Claude Carrère, Jacques Plante | Tu ne peux pas                                | 1965 | Du rock 'n' roll au rhythm 'n' blues |
| Talkin' 'Bout You                 | 1958 | Ray Charles with Orchestra & Chorus       | Ray Charles                                     | Claude Moine                   | Personne au monde                             | 1965 | Du rock 'n' roll au rhythm 'n' blues |
| Great Balls of Fire               | 1957 | Jerry Lee Lewis and His Pumping Piano     | Otis Blackwell, Jack Hammer                     | Claude Moine                   | J'ai tout mon temps                           | 1965 | Du rock 'n' roll au rhythm 'n' blues |
| Untrue                            | 1965 | Tom Jones                                 | Gordon Mills (en)                               | Georges Aber                   | J'avoue                                       | 1965 | Super 45 tours                       |
| You've Got to Hide Your Love Away | 1965 | The Beatles                               | John Lennon, Paul McCartney                     | Pierre Delanoë                 | Tu ferais mieux de l'oublier                  | 1965 | Perspective 66                       |
| Lookin' Thru the Eyes of love     | 1965 | Gene Pitney                               | Barry Mann, Cynthia Weil                        | Georges Aber                   | Aux yeux de ton amour                         | 1965 | Perspective 66                       |
| I've Got a Heart                  | 1965 | Tom Jones                                 | Gordon Mills, Les Reed                          | Claude Moine                   | Je n'ai qu'un cœur                            | 1965 | Perspective 66                       |
| (I Can't Get No) Satisfaction     | 1965 | The Rolling Stones                        | Mick Jagger, Keith Richards                     | Claude Moine                   | Rien qu'un seul mot                           | 1965 | Perspective 66                       |
| What'd I Say                      | 1959 | Ray Charles                               | Ray Charles                                     | /                              | What'd I Say (version anglaise,)              | 1965 | Collection Recital Vol.1             |
| Fraulein (en)                     | 1957 | Bobby Helms                               | Lawton Williams (en)                            | Claude Moine                   | Fraülein (version française)                  | 1966 | Seul                                 |
| Sunny                             | 1965 | Mieko Hirota                              | Bobby Hebb                                      | Jacques Plante                 | Sunny (version française)                     | 1968 | Sept colts pour Schmoll              |
| But It's All Right                | 1966 | J. J. Jackson (en)                        | Pierre Tubbs (en), J.J. Jackson                 | Claude Moine                   | Quelqu'un a dû changer la serrure de ma porte | 1968 | Sept colts pour Schmoll              |
| She's Looking Good                | 1966 | Rodger Collins (en)                       | Rodger Collins, Justin Dickens                  | Claude Moine                   | Elle me voit beau                             | 1968 | Sept colts pour Schmoll              |
| Bye Bye Love                      | 1957 | Everly Brothers                           | Felice et Boudleaux Bryant                      | /                              | Bye bye love (version anglaise)               | 1968 | Sept colts pour Schmoll              |
| Hold On, I'm Comin'               | 1966 | Sam and Dave                              | Isaac Hayes, David Porter                       | Claude Moine                   | Ordonne mais pardonne                         | 1968 | Sept colts pour Schmoll              |
| Thirteen Women                    | 1954 | Dickie Thompson (en)                      | Dickie Thompson                                 | Claude Moine                   | Treize filles                                 | 1968 | Sept colts pour Schmoll              |
| The Fool on the Hill              | 1967 | The Beatles                               | John Lennon, Paul McCartney                     | Claude Moine                   | Le fou sur la colline                         | 1968 | Sept colts pour Schmoll              |
| Get It Together (en)              | 1967 | James Brown and The Famous Flames         | James Brown, Pee Wee Ellis, Bud Hobgood         | Claude Moine                   | Quitte à tout perdre                          | 1968 | Sept colts pour Schmoll              |
| Only You (And You Alone)          | 1955 | The Platters                              | Buck Ram                                        | Jacques Plante                 | Only you (version française)                  | 1968 | Sept colts pour Schmoll              |
| Tighten Up                        | 1967 | Archie Bell & The Drells                  | Archie Bell, Billy Buttier                      | Claude Moine                   | Tighten Up                                    | 1968 | Sept colts pour Schmoll              |
| Hard To Handle (en)               | 1968 | Otis Redding                              | Otis Redding, Allen Jones (en), Alvertis Isbell | Claude Moine                   | Otis                                          | 1969 | super 45 tours                       |
| Stay Awhile                       | 1969 | Lee Lynch                                 | Les Reed, Geoff Stephens (en)                   | Claude Moine                   | Dans une autre vie, un autre temps            | 1969 | super 45 tours                       |
| Spinning Wheel                    | 1968 | Blood, Sweat & Tears                      | David Clayton-Thomas                            | Claude Moine                   | Vieille fille                                 | 1969 | super 45 tours                       |
| Take the Letter Maria             | 1969 | R. B. Greaves (en)                        | R.B. Greaves                                    | Claude Moine                   | Envoie la lettre Maria                        | 1969 | Mitchellville                        |
| Sweet Caroline                    | 1969 | Neil Diamond                              | Neil Diamond                                    | Yves Dessca                    | Miss Caroline                                 | 1969 | Mitchellville                        |
| The Bible Salesman                | 1969 | Billy Vera (en)                           | Chip Taylor, Billy Vera                         | Claude Moine                   | Le marchand de bible                          | 1969 | Mitchellville                        |
| Green River                       | 1969 | Creedence Clearwater Revival              | John Fogerty                                    | Claude Moine                   | Le jardin de l'Eden                           | 1969 | Mitchellville                        |
| Sing My Sorrow                    | 1969 | Levy & Finkelstein                        | Les Reed, Jackie Rae (en)                       | Claude Moine                   | Ton absence est un adieu                      | 1969 | Mitchellville                        |
| Without Her (en)                  | 1967 | Harry Nilsson                             | Harry Nilsson                                   | Yves Dessca                    | Un nouveau jour sur la terre                  | 1969 | Mitchellville                        |

### Années 1970

#### 1970 - 1974
| Titre original                              | Date | Interprète original                       | Auteur(s)/Compositeur(s)                             | Adaptation     | Version Eddy Mitchell                | Date | Support                       |
| ------------------------------------------- | ---- | ----------------------------------------- | ---------------------------------------------------- | -------------- | ------------------------------------ | ---- | ----------------------------- |
| Arizona (en)                                | 1969 | The Family Dogg (en)                      | Kenny Young (en)                                     | Yves Dessca    | Arizona (version française)          | 1970 | super 45 tours                |
| Down on the corner                          | 1969 | Creedence Clearwater Revival              | John Fogerty                                         | Vline Buggy    | J'aurai sa fille                     | 1970 | super 45 tours                |
| Vehicle (en)                                | 1970 | The Ides of March (en)                    | Jim Peterik (en)                                     | Claude Moine   | L'accident                           | 1970 | 45 tours                      |
| Big Boss Man (en)                           | 1960 | Jimmy Reed                                | Luther Dixon, Al Smith                               | Claude Moine   | Big boss man (version française)     | 1971 | Rock 'n' Roll                 |
| Rock and Roll Music                         | 1957 | Chuck Berry                               | Chuck Berry                                          | Claude Moine   | J'aime le Rock and roll              | 1971 | Rock 'n' Roll                 |
| Rocking Pneumonia and the Boogie Woogie Flu | 1957 | Huey Piano Smith                          | Huey Piano Smith et Johnny Vincent (en)              | Claude Moine   | Pneumonie rock et boogie woogie toux | 1971 | Rock 'n' Roll                 |
| Patches (en)                                | 1970 | Chairmen of the Board                     | Ron Dunbar (en), General Johnson (en)                | Claude Moine   | Cash                                 | 1971 | Zig-zag                       |
| A Simple Game (en)                          | 1968 | Moody Blues                               | Mike Pinder                                          | Claude Moine   | Le jeu                               | 1971 | Zig-zag                       |
| Me and Bobby McGee                          | 1969 | Roger Miller                              | Kris Kristofferson, Fred Foster (en)                 | Boris Bergman, | Bobby McGee                          | 1972 | Dieu bénisse le rock 'n' roll |
| Early Morning Rain (en)                     | 1964 | Ian & Sylvia                              | Gordon Lightfoot                                     | Claude Moine   | Chaque matin, il se lève             | 1974 | Ketchup électrique            |
| Superstition                                | 1972 | Stevie Wonder                             | Stevie Wonder                                        | Claude Moine   | Superstition (version française)     | 1974 | Ketchup électrique            |
| Johnny B. Goode                             | 1958 | Chuck Berry                               | Chuck Berry                                          | Claude Moine   | Bye, bye Johnny B. Goode             | 1974 | Rocking in Nashville          |
| No particular place to go                   | 1964 | Chuck Berry                               | Chuck Berry                                          | Claude Moine   | À crédit et en stéréo                | 1974 | Rocking in Nashville          |
| Smoke! Smoke! Smoke! (That Cigarette) (en)  | 1947 | Tex Williams (en) and his Western Caravan | Merle Travis, Tex Williams (en)                      | Claude Moine   | Fume cette cigarette                 | 1974 | Rocking in Nashville          |
| Git it                                      | 1957 | Gene Vincent and His Blue Caps            | Bob Kelly                                            | Claude Moine   | C'est un piège                       | 1974 | Rocking in Nashville          |
| Take me Home to Somewhere                   | 1974 | Joe Stampley (en)                         | George Richey (en), Norro Wilson (en), Carmol Taylor | Claude Moine   | Emmène-moi où tu veux                | 1974 | Rocking in Nashville          |
| I'm a Rocker                                | 1970 | Chuck Berry                               | Chuck Berry                                          | Claude Moine   | C'est un rocker                      | 1974 | Rocking in Nashville          |
| Almost Grown (en)                           | 1959 | Chuck Berry                               | Chuck Berry                                          | Claude Moine   | C'est la vie, mon chéri              | 1974 | Rocking in Nashville          |
| How I love them old songs                   | 1970 | Carl Smith                                | Mickey Newbury                                       | Claude Moine   | Là dans mon cœur                     | 1974 | Rocking in Nashville          |
| Ruby, Don't Take Your Love to Town (en)     | 1967 | Mel Tillis (en)                           | Mel Tillis                                           | Boris Bergman  | Ruby, tu reviens au pays             | 1974 | Rocking in Nashville          |

#### 1975 - 1979
| Titre original                     | Date | Interprète original                                    | Auteur(s)/Compositeur(s)                      | Adaptation                                                            | Version Eddy Mitchell              | Date | Support                 |
| ---------------------------------- | ---- | ------------------------------------------------------ | --------------------------------------------- | --------------------------------------------------------------------- | ---------------------------------- | ---- | ----------------------- |
| Promised Land                      | 1964 | Chuck Berry                                            | Chuck Berry                                   | Claude Moine                                                          | Une terre promise                  | 1975 | Made in USA             |
| Around and Around                  | 1958 | Chuck Berry                                            | Chuck Berry                                   | Claude Moine                                                          | Les traîne-tard et les rôdeurs     | 1975 | Made in USA             |
| Haunted House                      | 1958 | Johnny Fuller (en)                                     | Bob Geddins                                   | Claude Moine                                                          | La maison hantée                   | 1975 | Made in USA             |
| Pick Me Up on Your Way Down (en)   | 1958 | Charlie Walker (en)                                    | Harlan Howard                                 | Claude Moine                                                          | J'attendrai le prochain train      | 1975 | Made in USA             |
| Roll in My Sweet Baby's Arms (en)  | 1931 | Buster Carter and Preston Young                        | Air traditionnel                              | Claude Moine                                                          | Je ne sais faire que l'amour       | 1975 | Made in USA             |
| She Even Woke Me Up to Say Goodbye | 1969 | Jerry Lee Lewis                                        | Mickey Newbury, Doug Gilmore                  | Claude Moine                                                          | Un sourire ou un au-revoir         | 1975 | Made in USA             |
| Delta Dirt                         | 1974 | Larry Gatlin                                           | Larry Gatlin                                  | Claude Moine                                                          | Le mauvais côté                    | 1975 | Made in USA             |
| 101 in Cashbox                     | 1973 | Chip Taylor                                            | Chip Taylor                                   | Claude Moine                                                          | Écoute coco                        | 1975 | Made in USA             |
| Wichita Lineman                    | 1968 | Glenn Campbell                                         | Jimmy Webb                                    | Boris Bergman                                                         | Seul est l'indompté                | 1975 | Made in USA             |
| Lucky                              | 1975 | Billy Swan                                             | Dennis Linde (en), Billy Swan                 | Claude Moine                                                          | Merci la vie                       | 1975 | Made in USA             |
| Choo Choo Ch'Boogie (en)           | 1946 | Louis Jordan and His Tympany Five                      | Milt Gabler, Vaughn Horton, Denver Darling    | Claude Moine                                                          | Choo Choo Ch'boogie espion bidon   | 1975 | Made in USA             |
| Sweet Little Rock and Roller       | 1958 | Chuck Berry                                            | Chuck Berry                                   | Claude Moine                                                          | Sirop rock'n'roll                  | 1976 | Sur la route de Memphis |
| The Harder They Come               | 1971 | Jimmy Cliff                                            | Jimmy Cliff                                   | Claude Moine                                                          | Le maître du monde                 | 1976 | Sur la route de Memphis |
| Miss Ann                           | 1957 | Little Richard and His Band                            | Little Richard, Enotris Johnson               | Claude Moine                                                          | Hey Miss Ann !                     | 1976 | Sur la route de Memphis |
| That's How I Got to Memphis (en)   | 1968 | Tom T. Hall                                            | Tom T. Hall                                   | Claude Moine                                                          | Sur la route de Memphis            | 1976 | Sur la route de Memphis |
| Come Early Morning (en)            | 1972 | Bob McDill (en)                                        | Bob McDill                                    | Claude Moine                                                          | Le bon Temps qui passe             | 1976 | Sur la route de Memphis |
| Ode to Billie Joe                  | 1967 | Bobbie Gentry                                          | Bobbie Gentry                                 | Jean-Michel Rivat, Frank Thomas (reprise de la version de Joe Dassin) | La Marie-Jeanne                    | 1976 | Sur la route de Memphis |
| Don't Boogie Woogie                | 1974 | Ray Stevens                                            | Layng Martine Jr. (en)                        | Claude Moine                                                          | Pas de boogie woogie               | 1976 | 45 tours                |
| Good Rockin' Tonight               | 1947 | Roy Brown with Bob Ogden & Orch.                       | Roy Brown                                     | Claude Moine (adapté de celle d'Elvis Presley)                        | Et la voix d'Elvis                 | 1977 | La Dernière Séance      |
| Charlie Brown                      | 1959 | The Coasters                                           | Jerry Leiber et Mike Stoller                  | Claude Moine                                                          | C'est Charlie Brown                | 1977 | La Dernière Séance      |
| Blueberry Hill                     | 1940 | Sammy Kaye                                             | Al Lewis (en), Vincent Rose, Larry Stock (en) | Claude Moine                                                          | La colline de Blueberry Hill       | 1977 | La Dernière Séance      |
| To Make Love Sweeter for You       | 1968 | Jerry Lee Lewis                                        | Glenn Sutton (en), Jerry Kennedy              | Claude Moine                                                          | Pire qu'une journée d'été          | 1977 | La Dernière Séance      |
| Jukebox Cannonball,                | 1946 | Ray Whitley (en) and the Santa Fe Rangers              | Rusty Keefer, Jesse Rogers, Wayne Barrie      | Claude Moine                                                          | Mon flash back                     | 1977 | La Dernière Séance      |
| Midnight Special (en)              | 1926 | Dave Curtell with McGinty's Oklahoma Cow Boy Band (en) | Air Traditionnel                              | Claude Moine (adaptée de la version de Creedence Clearwater Revival)  | Laisse tomber le ciel              | 1977 | La Dernière Séance      |
| Bony Moronie                       | 1957 | Larry Williams                                         | Larry Williams                                | Boris Bergman, Claude Moine                                           | Qui se souvient de Boney Moronie ? | 1977 | Fan Album               |
| Chantilly Lace                     | 1958 | Big Bopper                                             | Big Bopper                                    | Claude Moine                                                          | Au camp du bonheur                 | 1978 | 45 tours                |
| Treat Her Right (en)               | 1965 | Roy Head and The Traits                                | Roy Head, Gene Kurtz                          | Claude Moine                                                          | Le Parking maudit                  | 1978 | Après minuit            |
| Turn On Your Love Light (en)       | 1961 | Bobby Bland                                            | Don Robey (en), Joe Scott (en)                | Claude Moine (adapté de la version de Jerry Lee Lewis)                | Je fais le singe                   | 1978 | Après minuit            |
| After Midnight                     | 1966 | J.J. Cale                                              | J.J. Cale                                     | Joël Daydé                                                            | Après minuit                       | 1978 | Après minuit            |
| Girl from the North Country        | 1963 | Bob Dylan                                              | Bob Dylan                                     | Pierre Delanoë, Hugues Aufray                                         | La fille du Nord                   | 1978 | Fan Album               |
| San Antonio Rose (en)              | 1938 | Bob Wills and His Texas Playboys                       | Bob Wills                                     | Claude Moine                                                          | Le public aime ça                  | 1978 | Fan Album               |
| Back in the USA                    | 1959 | Chuck Berry                                            | Chuck Berry                                   | Claude Moine                                                          | Français, Made in U.S.A.           | 1979 | 45 tours                |
| Don't Let Go (en)                  | 1957 | Roy Hamilton (en)                                      | Jesse Stone                                   | Claude Moine                                                          | Trop c'est trop                    | 1979 | C'est bien fait         |
| Not Fade Away                      | 1957 | The Crickets                                           | Buddy Holly, Norman Petty                     | Boris Bergman, Claude Moine                                           | Comment ça fait                    | 1979 | C'est bien fait         |
| Every Day I Have to Cry (en)       | 1962 | Steve Alaimo (en)                                      | Steve Alaimo (en)                             | Boris Bergman, Claude Moine                                           | Tu peux préparer le café noir      | 1979 | C'est bien fait         |

### Années 1980 - 1990
| Titre original                             | Date | Interprète original                                                              | Auteur(s)/Compositeur(s)                  | Adaptation                  | Version Eddy Mitchell                                      | Date | Support                             |
| ------------------------------------------ | ---- | -------------------------------------------------------------------------------- | ----------------------------------------- | --------------------------- | ---------------------------------------------------------- | ---- | ----------------------------------- |
| Reelin' and Rockin' (en)                   | 1958 | Chuck Berry                                                                      | Chuck Berry                               | Claude Moine                | Rock and road                                              | 1980 | Happy Birthday                      |
| Singing the Blues (en)                     | 1956 | Marty Robbins                                                                    | Melvin Endsley (en)                       | Claude Moine                | Faut pas avoir le Blues                                    | 1980 | Happy Birthday                      |
| The Shelter of Your Eyes (en)              | 1972 | Don Williams                                                                     | Don Williams                              | Claude Moine                | Miss Duval                                                 | 1980 | Happy Birthday                      |
| Cry (en)                                   | 1951 | Ruth Casey with Graham Prince Ensemble                                           | Churchill Kohlman (en)                    | Boris Bergman, Claude Moine | Les grands moments                                         | 1980 | Fan Album                           |
| White Christmas                            | 1942 | Bing Crosby with Ken Darby Singers and John Scott Trotter (en) and His Orchestra | Irving Berlin                             | Francis Blanche             | Noël blanc                                                 | 1981 | Fan Album                           |
| Bony Moronie                               | 1957 | Larry Williams                                                                   | Larry Williams                            | Boris Bergman, Claude Moine | Qui se souvient de Boney Moronie ?                         | 1981 | Fan Album                           |
| Sweet Home Alabama                         | 1974 | Lynyrd Skynyrd                                                                   | Ed King, Gary Rossington, Ronnie Van Zant | Claude Moine                | Cartes postales d'Alabama (interprété par Johnny Hallyday) | 1982 | La Peur (Johnny Hallyday)           |
| (Hot Damn) I'm a One Woman Man             | 1980 | Jerry Lee Lewis                                                                  | Michael Dosco, Ed Whiting                 | Claude Moine                | Ciné, Rock & bandes dessinées                              | 1984 | Racines                             |
| Lucille (en)                               | 1976 | Kenny Rogers                                                                     | Roger Bowling (en), Hal Bynum (en)        | Claude Moine                | Pourquoi m'laisses-tu pas tranquille Lucille ?             | 1984 | Racines                             |
| Shake, Rattle and Roll                     | 1954 | Joe Turner and His Blues Kings                                                   | Jesse Stone                               | Claude Moine                | Un chèque en bois... c'est drôle                           | 1984 | Racines                             |
| If You're so Smart, How Come ou Ain't Rich | 1951 | Louis Jordan and His Orchestra                                                   | Walter Bishop Sr. (en), Norman Friedman   | Claude Moine                | Comment t'es devenu riche ?                                | 1985 | Eddy Paris Mitchell                 |
| As Time Goes By                            | 1931 | Rudy Vallée and His Connecticut Yankees                                          | Herman Hupfeld                            | Boris Bergman               | Le temps qui passe                                         | 1985 | Eddy Paris Mitchell                 |
| You Rascal You                             | 1929 | Sam Theard (en)                                                                  | Sam Theard (en), Thomas Dorsey (en)       | Jacques Plante              | Vieille canaille (en duo avec Serge Gainsbourg)            | 1986 | Eddy Paris Mitchell                 |
| Happy Birthday Blues                       | 1979 | B.B. King                                                                        | Joe Sample, Will Jennings                 | Claude Moine                | J'ai le bonjour du Blues                                   | 1987 | Mitchell                            |
| Don't Be Cruel                             | 1956 | Elvis Presley                                                                    | Elvis Presley, Otis Blackwell             | Georges Ulmer               | Sois pas cruelle                                           | 1990 | The Jordanaires – 40th Anniversary, |
| Tell it like it is                         | 1966 | Aaron Neville                                                                    | George Davis, Lee Diamond                 | Claude Moine                | Tell it like it is (Dis-toi que ça existe)                 | 1991 | 45 tours                            |

### Années 2000 - 2010 - 2020
| Titre original                      | Date | Interprète original                            | Auteur(s)/Compositeur(s)              | Adaptation                    | Version Eddy Mitchell                                                   | Date | Support                                         |
| ----------------------------------- | ---- | ---------------------------------------------- | ------------------------------------- | ----------------------------- | ----------------------------------------------------------------------- | ---- | ----------------------------------------------- |
| Lotta Lovin' (en)                   | 1957 | Gene Vincent                                   | Bernice Bedwell                       | Claude Moine                  | Un jour viendra                                                         | 2004 | La mémoire vive (album des Socquettes Blanches) |
| Somethin' Else                      | 1959 | Eddie Cochran                                  | Sharon Sheeley, Bob Cochran           | Jil et Jan                    | Elle est terrible (trio Little Richard, Johnny Hallyday, Eddy Mitchell) | 2006 | Jambalaya                                       |
| Jambalaya (On the Bayou)            | 1951 | Hank Williams                                  | Hank Williams                         | /                             | Jambalaya (version anglaise)                                            | 2006 | Jambalaya                                       |
| Knockin' on Heaven's Door           | 1973 | Bob Dylan                                      | Bob Dylan                             | Claude Moine                  | Frappe aux portes du paradis                                            | 2009 | Grand Écran                                     |
| Raindrops Keep Fallin' on My Head   | 1969 | B.J. Thomas                                    | Burt Bacharach, Hal David             | Maurice Tézé                  | Toute la pluie tombe sur moi                                            | 2009 | Grand Écran                                     |
| Everybody's Talkin'                 | 1967 | Fred Neil                                      | Fred Neil                             | Eddy Marnay                   | Comme un étranger dans la ville                                         | 2009 | Grand Écran                                     |
| April in Paris                      | 1933 | Henry King (en) and His Hotel Pierre Orchestra | E.Y. Harburg, Vernon Duke             | Jérôme Attal                  | J'aime avril à Paris                                                    | 2009 | Grand Écran                                     |
| Sixteen Tons                        | 1946 | Merle Travis                                   | Merle Travis                          | Jacques Larue                 | Seize tonnes                                                            | 2009 | Grand Écran                                     |
| Cry Me a River                      | 1955 | Julie London                                   | Arthur Hamilton                       | Boris Bergman                 | Pleurer des rivières                                                    | 2009 | Grand Écran                                     |
| It Was a Very Good Year             | 1961 | The Kingston Trio                              | Ervin Drake (en)                      | Eddy Marnay                   | Ma plus belle année                                                     | 2009 | Grand Écran                                     |
| High Noon (Do Not Forsake Me)       | 1952 | Tex Ritter                                     | Dimitri Tiomkin, Ned Washington       | Henri Contet, Max François    | Si toi aussi tu m'abandonnes                                            | 2009 | Grand Écran                                     |
| I Walk the Line                     | 1956 | Johnny Cash and Tennessee Two                  | Johnny Cash                           | Jérôme Attal                  | Je file droit                                                           | 2009 | Grand Écran                                     |
| Only the Lonely                     | 1960 | Roy Orbison with Bob Moore's Orch. & Chorus    | Roy Orbison, Joe Melson (en)          | Didier Golemanas              | Celui qui est seul                                                      | 2009 | Grand Écran                                     |
| Save the Last Dance for Me          | 1960 | The Drifters                                   | Doc Pomus, Mort Shuman                | André Salvet, François Llenas | Garde-moi la dernière danse                                             | 2009 | Grand Écran                                     |
| Over the Rainbow                    | 1939 | Judy Garland                                   | Harold Arlen, E.Y. Harburg            | Jérôme Attal                  | Derrière l'arc-en-ciel (en duo avec Melody Gardot)                      | 2009 | Grand Écran                                     |
| Happy Song (Dum Dum)                | 1968 | Otis Redding                                   | Otis Redding, Steve Cropper           | Claude Moine                  | Pour tuer le temps (Dum dum, dee, dee, dum, dum)                        | 2013 | Héros                                           |
| I'M So Lonesome And I Could Cry     | 1949 | Hank Williams with His Drifting Cowboys        | Hank Williams                         | Claude Moine                  | T'es seul, tu stresses, t'es mal                                        | 2013 | Héros                                           |
| Fly Me To The Moon (In Other Words) | 1954 | Kaye Ballard (en)                              | Bart Howard                           | Claude Moine                  | Promets-moi la lune                                                     | 2015 | Big Band                                        |
| Hurt (en)                           | 1954 | Roy Hamilton (en)                              | Adolph Jacobs (en), Jimmie Crane (en) | Claude Moine                  | Pleure                                                                  | 2015 | Big Band                                        |
| Stardust                            | 1928 | Hoagy Carmichael & His Pals                    | Hoagy Carmichael, Mitchell Parish     | Claude Moine                  | Ma star de mes nuits                                                    | 2021 | Country Rock                                    |
| You Never Can Tell                  | 1964 | Chuck Berry                                    | Chuck Berry                           | Claude Moine                  | C'est la vie, fais la belle                                             | 2021 | Country Rock                                    |
| In the Ghetto                       | 1969 | Elvis Presley                                  | Mac Davis                             | Claude Moine                  | Dans le ghetto                                                          | 2024 | Amigos                                          |
| What Have They Done to My Song, Ma  | 1970 | Melanie                                        | Mélanie Safka                         | Maurice Vidalin               | Ils ont changé ma chanson                                               | 2024 | Amigos                                          |

## Liste des chansons françaises reprises par Eddy Mitchell
| Titre original                    | Date | Interprète original | Auteur(s)/Compositeur(s)        | Version Eddy Mitchell                          | Date | Support                    |
| --------------------------------- | ---- | ------------------- | ------------------------------- | ---------------------------------------------- | ---- | -------------------------- |
| Padam, padam...                   | 1951 | Édith Piaf          | Henri Contet, Norbert Glanzberg | Madame ! Madame !(avec les Chaussettes Noires) | 1961 | Rock 'n' Twist             |
| Et maintenant                     | 1961 | Gilbert Bécaud      | Gilbert Bécaud, Pierre Delanoë  |                                                | 1966 | Seul                       |
| Du Blues, du Blues, du Blues      | 1977 | Michel Jonasz       | Michel Jonasz                   |                                                | 1978 | Après minuit               |
| Lucille                           | 1982 | Michel Jonasz       | Michel Jonasz                   |                                                | 1982 | Le Cimetière des éléphants |
| Le déserteur                      | 1954 | Boris Vian          | Boris Vian                      |                                                | 2001 | Ma chanson d'enfance       |
| Je t'appartiens                   | 1955 | Gilbert Bécaud      | Gilbert Bécaud, Pierre Delanoë  |                                                | 2009 | Grand Écran                |
| Hier encore                       | 1964 | Charles Aznavour    | Charles Aznavour                |                                                | 2009 | Grand Écran                |
| Les feuilles mortes               | 1946 | Yves Montand        | Jacques Prévert, Joseph Kosma   |                                                | 2009 | Grand Écran                |
| La complainte du phoque en Alaska | 1974 | Beau Dommage        | Michel Rivard                   | en duo avec Nolwenn Leroy                      | 2013 | Héros                      |
| Ma petite entreprise              | 1994 | Alain Bashung       | Alain Bashung, Jean Fauque      | en duo avec Thomas Dutronc                     | 2014 | Kiss & Love                |
| Avec un Homme Comme Toi           | 1983 | Véronique Sanson    | Véronique Sanson                | en duo avec Véronique Sanson                   | 2018 | Duos volatils              |

## Chansons communes avec...
- Nota : Certains titres ont été repris par plusieurs interprètes, on ne s'étonnera donc pas de les trouver dans plusieurs catégories, (Presley, Berry, Richard... par exemple)

### Bill Haley
| Version Bill Haley     | Date | Support | Version Eddy                                                            | Date      | Support                                             |
| ---------------------- | ---- | ------- | ----------------------------------------------------------------------- | --------- | --------------------------------------------------- |
| Shake, Rattle and Roll | 1954 |         | Shake rattle and roll (version française) Un chèque en bois c'est drôle | 1962 1984 | Le 2 000 000e disque des Chaussettes Noires Racines |
| Thirteen women         | 1954 |         | Treize filles                                                           | 1968      | Sept Colts pour Schmoll                             |
| Jukebox cannonball     | 1952 |         | Mon flash back                                                          | 1977      | La dernière Séance                                  |

### Elvis Presley
| Version Elvis Presley                         | Date | Support | Version Eddy                                                            | Date                    | Support                                                                                               |
| --------------------------------------------- | ---- | ------- | ----------------------------------------------------------------------- | ----------------------- | --- |
| Dirty dirty feeling                           | 1960 |         | Si seulement                                                            | 1961                    | 1er super 45 tours des Chaussettes Noires                                                             |
| I gotta know                                  | 1960 |         | Je t'aime trop                                                          | 1961                    | 100 % rock (album des Chaussettes Noires)                                                             |
| Johnny B. Goode (version live)                | 1969 |         | Eddy sois bon                                                           | 1961                    | 100 % rock (album des Chaussettes Noires)                                                             |
| A mess of blues                               | 1960 |         | C'est tout comme                                                        | 1961                    | Rock'n'Twist (album des Chaussettes Noires)                                                           |
| Little sister                                 | 1960 |         | Petite sœur d'amour                                                     | 1962                    | Le 2 000 000e disque des Chaussettes Noires (album des Chaussettes Noires)                            |
| Unchained Melody (version live)               | 1977 |         | Les enchaînés                                                           | 1962                    | Le 2 000 000e disque des Chaussettes Noires (album des Chaussettes Noires)                            |
| Something blue                                | 1962 |         | C'est à nous                                                            | 1962                    | 1er super 45 tours d'Eddy Mitchell en solo                                                            |
| Angel                                         | 1962 |         | Angel                                                                   | 1962                    | 1er super 45 tours d'Eddy Mitchell en solo                                                            |
| Can't help falling in love                    | 1962 |         | Plaisir d'amour                                                         | 1963                    | |
| Gonna get back home somehow                   | 1962 |         | Ne délaisse pas                                                         | 1963                    | Chaussettes Noires Party (album des Chaussettes Noires)                                               |
| Baby I Don't Care (en)                        | 1957 |         | Sentimentale                                                            | 1963                    | album Eddy in London                                                                                  |
| (You're the) Devil in Disguise                | 1963 |         | Tu n'as rien de tout ça                                                 | 1963                    | super 45 tours                                                                                        |
| I'm movin' on                                 | 1969 |         | En revenant                                                             | 1963                    | album Voici Eddy... c'était le soldat Mitchell                                                        |
| Mean woman blues                              | 1957 |         | Te voici                                                                | 1963                    | album Eddy in London                                                                                  |
| Money Honey                                   | 1956 |         | Belle honey                                                             | 1963                    | album Eddy in London                                                                                  |
| Ready Teddy                                   | 1956 |         | Ready Teddy (version française)                                         | 1963                    | album Eddy in London                                                                                  |
| Long tall Sally                               | 1956 |         | L'oncle John                                                            | 1963                    | album Eddy in London                                                                                  |
| Rit it up                                     | 1956 |         | C'est le soir                                                           | 1963                    | album Eddy in London                                                                                  |
| Slowly but surely                             | 1963 |         | Doucement mais surement                                                 | 1964                    | album Panorama                                                                                        |
| Memphis Tennessee                             | 1964 |         | Memphis Tennessee (version française)                                   | 1964                    | album Panorama                                                                                        |
| Maybellene                                    | 1955 |         | Maybellene (version française)                                          | 1964                    | album Panorama                                                                                        |
| You've lost that lovin feeling (version live) | 1970 |         | J'ai perdu mon amour                                                    | 1965                    | album Du rock 'n' roll au rhythm 'n' blues                                                            |
| What'd I say                                  | 1964 |         | What'd I say                                                            | 1965                    | (resté inédit jusqu'en 1994)                                                                          |
| Sweet Caroline (version live)                 | 1970 |         | Miss Caroline                                                           | 1969                    | album Mitchellville                                                                                   |
| Big boss man                                  | 1967 |         | Big boss man (version française)                                        | 1971                    | album Rock 'n' Roll                                                                                   |
| Early morning rain                            | 1972 |         | Chaque matin il se lève                                                 | 1973                    | album Ketchup électrique                                                                              |
| Promised land                                 | 1974 |         | Une terre promise                                                       | 1975                    | album Made in USA                                                                                     |
| Good rockin tonight                           | 1955 |         | Et la voix d'Elvis                                                      | 1977                    | album La Dernière Séance                                                                              |
| Blueberry Hill                                | 1957 |         | La colline de Blueberry Hill                                            | 1977                    | album La Dernière Séance                                                                              |
| White Christmas                               | 1957 |         | Noël blanc                                                              | 1981 (enregistré en...) | le titre est diffusé en 1984 sur l'album Fan Album                                                    |
| Love me tender                                | 1956 |         | Love me tender                                                          | 1981 (enregistré en...) | le titre est diffusé en 1984 sur l'album Fan Album                                                    |
| Shake, Rattle and Roll                        | 1956 |         | Shake rattle and roll (version française) Un chèque en bois c'est drôle | 1962 1984               | albums Le 2 000 000e disque des Chaussettes Noires Racines                                            |
| Don't be cruel                                | 1956 |         | Sois pas cruelle                                                        | 1990                    | album Anniversaire des Jordanaires (disque réalisé à l'occasion des 40 ans du groupe The Jordanaires) |
| In the Ghetto                                 | 1969 |         | Dans le ghetto                                                          | 2024                    | album Amigos                                                                                          |

### Jerry Lee Lewis
| Version Jerry Lee Lewis                | Date | Support | Version Eddy                         | Date | Support                                    |
| -------------------------------------- | ---- | ------- | ------------------------------------ | ---- | ------------------------------------------ |
| Money                                  | 1961 |         | Pas de chance                        | 1964 | album Panorama                             |
| Lovin' up a storm                      | 1959 |         | Barbe bleue                          | 1965 | album Du rock 'n' roll au rhythm 'n' blues |
| Great balls of fire                    | 1957 |         | J'ai tout mon temps                  | 1965 | album Du rock 'n' roll au rhythm 'n' blues |
| Down the line                          | 1958 |         | Rendez-vous                          | 1965 | album Du rock 'n' roll au rhythm 'n' blues |
| Rockin'pneumonia and boggie woogie flu | 1965 |         | Pneumonie rock et boogie woogie toux | 1971 | album Rock'n'Roll                          |
| Me and Bobby Mc Gee                    | 1971 |         | Bobby Mc Gee                         | 1972 | album Dieu bénisse le rock'n'roll          |
| Early morning rain                     | 1973 |         | Chaque matin il se lève              | 1973 | album Ketchup électrique                   |
| Haunted house                          | 1974 |         | La maison hantée                     | 1975 | album Made in USA                          |
| She even woke me up to say good bye    | 1969 |         | Un sourire et un au revoir           | 1975 | album Made in USA                          |
| Don't boogie woogie                    | 1976 |         | Pas de boogie woogie                 | 1976 | 45 tours                                   |
| To make love sweeter for you           | 1968 |         | Pire qu'une chanson d'été            | 1977 | album La Dernière Séance                   |
| Chantilly lace                         | 1972 |         | Au camp du bonheur                   | 1978 | 45 tours                                   |
| Treat her right                        | 1967 |         | Le parking maudit                    | 1978 | album Après minuit                         |
| Turn on your love light                | 1967 |         | Je fais le singe                     | 1978 | album Après minuit                         |
| Don't let go                           | 1965 |         | Trop c'est trop                      | 1979 | album C'est bien fait                      |
| Everyday I have to cry                 | 1979 |         | Tu peux préparer le café noir        | 1979 | album C'est bien fait                      |
| (Hot damn) I'm a one woman man         | 1980 |         | Ciné, Rock et bandes dessinées       | 1984 | album Racines                              |
| Save the last danse for me             | 1960 |         | Garde-moi la dernière danse          | 2009 | album Grand Écran                          |

### Chuck Berry
| Version Chuck Berry        | Date | Support | Version Eddy                          | Date | Support                                 |
| -------------------------- | ---- | ------- | ------------------------------------- | ---- | --------------------------------------- |
| Johnny B. Goode            | 1958 |         | Eddie sois bon                        | 1961 | album 100 % rock des Chaussettes Noires |
| School days                | 1957 |         | Donne moi une idée                    | 1964 | album Panorama                          |
| Brown eyed handsome man    | 1956 |         | Détective privé                       | 1964 | album Panorama                          |
| Memphis Tennessee          | 1959 |         | Memphis Tennessee (version française) | 1964 | album Panorama                          |
| Maybellene                 | 1955 |         | Maybellene (version française)        | 1964 | album Panorama                          |
| Roll Over Beethoven        | 1956 |         | Repose Beethoven                      | 1964 | album Panorama                          |
| Rock and Roll Music        | 1957 |         | J'aime le Rock'n'Roll                 | 1971 | album Rock'n'Roll                       |
| I'm a rocker               | 1970 |         | C'est un rocker                       | 1974 | album Rocking in Nashville              |
| Almost grown               | 1959 |         | C'est la vie, mon chéri               | 1974 | album Rocking in Nashville              |
| Bye bye Johnny             | 1960 |         | Bye bye Johnny B. Goode               | 1974 | album Rocking in Nashville              |
| No particular place to go  | 1964 |         | À crédit et en stéréo                 | 1974 | album Rocking in Nashville              |
| Promised Land              | 1964 |         | Une terre promise                     | 1975 | album Made in USA                       |
| Around and around          | 1958 |         | Les traines-tard et les rôdeurs       | 1975 | album Made in USA                       |
| Sweet Little Rock'n'Roller | 1958 |         | Sirop Rock'n'Roll                     | 1976 | album Sur la route de Memphis           |
| Back in the USA            | 1959 |         | Français made in USA                  | 1979 | 45 tours                                |
| Reelin' and rockin         | 1958 |         | Rock and road                         | 1980 | album Happy Birthday                    |
| You Never Can Tell         | 1964 |         | C'est la vie, fais la belle           | 2021 | album Country Rock                      |

### Gene Vincent
| Version Gene Vincent          | Date | Support | Version Eddy                                              | Date | Support                                           |
| ----------------------------- | ---- | ------- | --------------------------------------------------------- | ---- | ------------------------------------------------- |
| Be Bop a Lula                 | 1956 |         | Be bop a lula (version française)                         | 1961 | album 100 % rock des Chaussettes Noires           |
| Wild cat                      | 1959 |         | Tant pis pour toi                                         | 1961 | 1er super 45 tours des Chaussettes Noires         |
| Baby blue                     | 1958 |         | Betty                                                     | 1961 | album 100 % rock des Chaussettes Noires           |
| Everybody's got a date but me | 1960 |         | Fou d'elle                                                | 1961 | album 100 % rock des Chaussettes Noires           |
| She she little Sheila         | 1960 |         | Petite Sheila                                             | 1961 | album Rock'n'Twist des Chaussettes Noires         |
| Unchained Melody              | 1957 |         | Les enchaînés                                             | 1962 | album Le 2 000 000e disque des Chaussettes Noires |
| The night is so lonely        | 1959 |         | C'est la nuit                                             | 1962 | album Le 2 000 000e disque des Chaussettes Noires |
| Right now                     | 1959 |         | Le temps est lent                                         | 1962 | album Le 2 000 000e disque des Chaussettes Noires |
| Say mama                      | 1958 |         | Il revient                                                | 1963 | album Chaussettes Noires Party                    |
| Jezebel                       | 1956 |         | Jezebel (version française) (adaptation Charles Aznavour) | 1963 | album Chaussettes Noires Party                    |
| Big fat saturday night        | 1960 |         | Ceci est mon histoire                                     | 1963 | album Chaussettes Noires Party                    |
| I'm movin'on                  | 1971 |         | En revenant                                               | 1963 | album Voici Eddy... c'était le soldat Mitchell    |
| If you want my lovin          | 1961 |         | Tout s'est réalisé                                        | 1963 | album Voici Eddy... c'était le soldat Mitchell    |
| Held for questioning          | 1963 |         | Quel est votre nom ?                                      | 1963 | album Voici Eddy... c'était le soldat Mitchell    |
| Weeping willow                | 1960 |         | Pour vous                                                 | 1963 | album Voici Eddy... c'était le soldat Mitchell    |
| I'm going home                | 1961 |         | Je reviendrai                                             | 1963 | album Voici Eddy... c'était le soldat Mitchell    |
| Blue jean bop                 | 1956 |         | 'Blue jean bop (version française)                        | 1963 | album Eddy in London                              |
| Ready Teddy                   | 1959 |         | Ready Teddy (version française)                           | 1963 | album Eddy in London                              |
| Good Golly Miss Molly         | 1954 |         | Jolie miss Molly                                          | 1963 | album Eddy in London                              |
| Rip it up                     | 1959 |         | C'est le soir                                             | 1963 | album Eddy in London                              |
| Long Tall Sally               | 1964 |         | L'oncle John                                              | 1963 | album Eddy in London                              |
| Roll Over Beethoven           | 1971 |         | Repose Beethoven                                          | 1964 | album Panorama                                    |
| Maybellene                    | 1959 |         | Maybellene                                                | 1964 | album Panorama                                    |
| Get it                        | 1958 |         | C'est un piège                                            | 1974 | album Rocking in Nashville                        |
| How I love them old songs     | 1970 |         | Là dans mon cœur                                          | 1974 | album Rocking in Nashville                        |
| Over the rainbow              | 1959 |         | Derrière l'arc-en-ciel                                    | 2009 | album Grand Écran                                 |

### Eddie Cochran
| Version Eddie Cochran | Date | Support | Version Eddy                                                       | Date | Support        |
| --------------------- | ---- | ------- | ------------------------------------------------------------------ | ---- | -------------- |
| C'mon Everybody       | 1959 |         | Comment vas-tu mentir ?                                            | 1963 | Eddy in London |
| Cherished memories    | 1962 |         | Jolie mélodie                                                      | 1963 | Eddy in London |
| Three steps to heaven | 1960 |         | J'irai au paradis                                                  | 1964 | Panorama       |
| Something Else        | 1959 |         | Elle est terrible (en trio avec Johnny Hallyday et Little Richard) | 2006 | Jambalaya      |

### Little Richard
| Version Little Richard | Date | Support                                 | Version Eddy                     | Date | Support                                                          |
| ---------------------- | ---- | --------------------------------------- | -------------------------------- | ---- | ---------------------------------------------------------------- |
| Kansas City            | 1959 |                                         | Kansas City (version française)  | 1963 | album Eddy in London                                             |
| Good Golly, Miss Molly | 1958 |                                         | Jolie miss Molly                 | 1963 | album Eddy in London                                             |
| Ready Teddy            | 1956 |                                         | Ready Teddy (version française)  | 1963 | album Eddy in London                                             |
| Rip it up              | 1956 |                                         | C'est le soir                    | 1963 | album Eddy in London                                             |
| Long Tall Sally        | 1956 |                                         | L'oncle John                     | 1963 | album Eddy in London                                             |
| Miss Ann               | 1957 |                                         | Hey miss Ann !                   | 1976 | album Sur la route de Memphis                                    |
| Something else         |      | album Jambalaya (album d'Eddy Mitchell) | Elle est terrible-Something else | 2006 | album Jambalaya (en trio avec Johnny Hallyday et Little Richard) |

### Buddy Holly
| Version Buddy Holly    | Date | Support | Version Eddy                  | Date | Support               |
| ---------------------- | ---- | ------- | ----------------------------- | ---- | --------------------- |
| Baby I Don't Care (en) | 1957 |         | Sentimentale                  | 1963 | album Eddy in London  |
| Peggy Sue              | 1957 |         | Peggy Sue (version française) | 1963 | album Eddy in London  |
| Not Fade Away          | 1957 |         | Comment ça fait               | 1979 | album C'est bien fait |

### Ritchie Valens
| Version Ritchie Valens | Date | Support | Version Eddy  | Date | Support                                 |
| ---------------------- | ---- | ------- | ------------- | ---- | --------------------------------------- |
| La Bamba               | 1959 |         | La Bamba Rock | 1961 | album 100 % rock des Chaussettes Noires |

### Cliff Richard
| Version Cliff Richard    | Date | Support | Version Eddy          | Date | Support                                   |
| ------------------------ | ---- | ------- | --------------------- | ---- | ----------------------------------------- |
| Gee whiz it'you          | 1960 |         | Vivre sa vie          | 1961 | album Rock'n'Twist des Chaussettes Noires |
| Willie and the hand jive | 1960 |         | Je reviendrai bientôt | 1962 | super 45 tours des Chaussettes Noires     |

### Fats Domino
| Version Fats Domino | Date | Support | Version Eddy                 | Date | Support                  |
| ------------------- | ---- | ------- | ---------------------------- | ---- | ------------------------ |
| Blueberry Hill      | 1956 |         | La colline de Blueberry Hill | 1977 | album La Dernière Séance |

### Kenny Rogers
| Version Kenny Rogers              | Date | Support | Version Eddy                                   | Date | Support                    |
| --------------------------------- | ---- | ------- | ---------------------------------------------- | ---- | -------------------------- |
| Ruby don't take your love to town | 1969 |         | Ruby, tu reviens au pays                       | 1974 | album Rocking in Nashville |
| Lucille                           | 1976 |         | Pourquoi m'laisses-tu pas tranquille Lucille ? | 1984 | album Racines              |

### Everly Brothers
| Version Everly Brothers   | Date | Support | Version Eddy                    | Date | Support                                           |
| ------------------------- | ---- | ------- | ------------------------------- | ---- | ------------------------------------------------- |
| All I have to do is dream | 1958 |         | Line                            | 1962 | album Le 2 000 000e disque des Chaussettes Noires |
| Bye bye love              | 1957 |         | Bye bye love (version anglaise) | 1968 | album Sept Colts pour Schmoll                     |

### Louis Jordan
| Version Louis Jordan                           | Date | Support | Version Eddy                                   | Date | Support                                    |
| ---------------------------------------------- | ---- | ------- | ---------------------------------------------- | ---- | ------------------------------------------ |
| Caldonia                                       | 1945 |         | Caldonia (version française)                   | 1965 | album Du rock 'n' roll au rhythm 'n' blues |
| Choo choo boogie                               | 1946 |         | Choo choo boogie (espion bidon)                | 1975 | album Made in USA                          |
| If you're so smart, how come you ain't rich    | 1951 |         | Comment t'es devenu riche ?                    | 1985 | album Eddy Paris Mitchell                  |
| (I'll be glad when you're dead) You rascal you | 1950 |         | Vieille canaille (en duo avec Serge Gainsbourg | 1985 | album Eddy Paris Mitchell                  |

### Louis Armstrong
| Version Louis Armstrong                        | Date | Support | Version Eddy                                    | Date | Support                                    |
| ---------------------------------------------- | ---- | ------- | ----------------------------------------------- | ---- | ------------------------------------------ |
| St. James Infirmary                            | 1929 |         | J'avais deux amis                               | 1965 | album Du rock 'n' roll au rhythm 'n' blues |
| (I'll be glad when you're dead) You rascal you | 1931 |         | Vieille canaille (en duo avec Serge Gainsbourg) | 1985 | Eddy Paris Mitchell                        |

### Count Basie
| Version Count Basie | Date | Support | Version Eddy         | Date | Support |
| ------------------- | ---- | ------- | -------------------- | ---- | ------- |
| April in Paris      | 1955 |         | J'aime avril à Paris | 2009 |         |

### Bing Crosby
| Version Bing Crosby | Date | Support | Version Eddy | Date | Support |
| ------------------- | ---- | ------- | ------------ | ---- | ------- |
| White Christmas     | 1942 |         | Noël blanc   | 1984 |         |

### Ray Charles
| Version Ray Charles | Date | Support | Version Eddy        | Date | Support                                              |
| ------------------- | ---- | ------- | ------------------- | ---- | ---------------------------------------------------- |
| Busted              | 1963 |         | Fauché (Busted)     | 1964 | album Toute la ville en parle... Eddy est formidable |
| Sticks and stones   | 1960 |         | Il faut croire      | 1964 | album Toute la ville en parle... Eddy est formidable |
| Lonely avenue       | 1956 |         | Qui l'a rendu fou ? | 1964 | album Toute la ville en parle... Eddy est formidable |
| Talkin' bout you    | 1958 |         | Personne au monde   | 1965 | album Du rock 'n' roll au rhythm 'n' blues           |
| What'd I Say        | 1959 |         | What'd I say        | 1965 | (resté inédit jusqu'en 1994)                         |

### Don Covay
| Version Don Covay      | Date | Support | Version Eddy | Date | Support                                   |
| ---------------------- | ---- | ------- | ------------ | ---- | ----------------------------------------- |
| Pony time              | 1961 |         | Hey Pony     | 1961 | album 100 % rock des Chaussettes Noires   |
| Boo hoo, I'm gonna cry | 1961 |         | Trop jaloux  | 1961 | album Rock'n'Twist des Chaussettes Noires |

### Lloyd Price
| Version Lloyd Price    | Date | Support | Version Eddy | Date | Support                                   |
| ---------------------- | ---- | ------- | ------------ | ---- | ----------------------------------------- |
| Boo hoo, I'm gonna cry | 1961 |         | Trop jaloux  | 1961 | album Rock'n'Twist des Chaussettes Noires |

### Sam Cooke
| Version Sam Cooke | Date | Support | Version Eddy                   | Date | Support                                        |
| ----------------- | ---- | ------- | ------------------------------ | ---- | ---------------------------------------------- |
| Chain-gang        | 1961 |         | Chian-gang (version française) | 1963 | album Voici Eddy... c'était le soldat Mitchell |

### James Brown
| Version James Brown | Date | Support | Version Eddy         | Date | Support                       |
| ------------------- | ---- | ------- | -------------------- | ---- | ----------------------------- |
| Get it together     | 1968 |         | Quitte à tout perdre | 1968 | album Sept Colts pour Schmoll |

### Wilson Pickett
| Version Wilson Pickett | Date | Support | Version Eddy      | Date | Support                       |
| ---------------------- | ---- | ------- | ----------------- | ---- | ----------------------------- |
| She's looking good     | 1968 |         | Elle me voit beau | 1968 | album Sept Colts pour Schmoll |

### Otis Redding
| Version Otis Redding   | Date | Support | Version Eddy                                      | Date | Support         |
| ---------------------- | ---- | ------- | ------------------------------------------------- | ---- | --------------- |
| Hard to Handle         | 1968 |         | Otis                                              | 1969 | super 45 tours  |
| Happy Song (Dum Dum)   | 1968 |         | Pour tuer le temps (Dum, Dum, Dee, Dee, Dum, Dum) | 2013 | album Héros     |
| I can't turn you loose | 1965 |         | I can't turn you loose                            | 2000 | album Live 2000 |

### J. J. Jackson(en)
| Version J.J. Jackson | Date | Support | Version Eddy                                  | Date | Support                       |
| -------------------- | ---- | ------- | --------------------------------------------- | ---- | ----------------------------- |
| But it's all right   | 1968 |         | Quelqu'un a dû changer la serrure de ma porte | 1968 | album Sept Colts pour Schmoll |

### Frank Sinatra
| Version Frank Sinatra   | Date                 | Support | Version Eddy         | Date | Support           |
| ----------------------- | -------------------- | ------- | -------------------- | ---- | ----------------- |
| That old black magic    | 1961 (version de...) |         | Ce diable noir       | 1963 | super 45 tours    |
| April in Paris          | 1951                 |         | J'aime avril à Paris | 2009 | album Grand Écran |
| It was a very good year | 1965                 |         | Ma plus belle année  | 2009 | album Grand Écran |

### B.B. King
| Version B.B. King    | Date | Support | Version Eddy             | Date | Support        |
| -------------------- | ---- | ------- | ------------------------ | ---- | -------------- |
| Patches              | 1970 |         | Cash                     | 1971 | album Zig-zag  |
| Happy birthday Blues | 1979 |         | J'ai le bonjour du Blues | 1987 | album Mitchell |

### Tom Jones
| Version Tom Jones | Date | Support | Version Eddy       | Date | Support              |
| ----------------- | ---- | ------- | ------------------ | ---- | -------------------- |
| I've got a heart  | 1965 |         | Je n'ai qu'un cœur | 1965 | album Perspective 66 |
| Untrue            | 1965 |         | J'avoue            | 1965 | album Perspective 66 |

### Stevie Wonder
| Version Stevie Wonder | Date | Support | Version Eddy | Date | Support                  |
| --------------------- | ---- | ------- | ------------ | ---- | ------------------------ |
| Superstition          | 1973 |         | Superstition | 1973 | album Ketchup électrique |

### Jimmy Cliff
| Version Jimmy Cliff  | Date | Support | Version Eddy       | Date | Support                       |
| -------------------- | ---- | ------- | ------------------ | ---- | ----------------------------- |
| The harder they come | 1972 |         | Le maitre du monde | 1976 | album Sur la route de Memphis |

### Hank Williams
| Version Hank Williams           | Date | Support | Version Eddy                     | Date | Support         |
| ------------------------------- | ---- | ------- | -------------------------------- | ---- | --------------- |
| Jambalaya                       | 1951 |         | Jambalaya                        | 2006 | album Jambalaya |
| I'm So Lonesome And I Could Cry | 1949 |         | T'es seul, tu stresses, t'es mal | 2013 | album Héros     |

### Don Williams
| Version Don Williams | Date | Support | Version Eddy       | Date | Support                       |
| -------------------- | ---- | ------- | ------------------ | ---- | ----------------------------- |
| Come early morning   | 1973 |         | Le temps qui passe | 1976 | album Sur la route de Memphis |

### Kris Kristofferson
| Version Kris Kristofferson | Date | Support | Version Eddy | Date | Support                           |
| -------------------------- | ---- | ------- | ------------ | ---- | --------------------------------- |
| Me and Bobby McGee         | 1970 |         | Bobby Mc Gee | 1972 | album Dieu bénisse le rock'n'roll |

### Bobbie Gentry
| Version Bobbie Gentry | Date | Support | Version Eddy                                          | Date | Support                       |
| --------------------- | ---- | ------- | ----------------------------------------------------- | ---- | ----------------------------- |
| Ode to Billie Joe     | 1967 |         | La Marie-Jeanne (reprise de la chanson de Joe Dassin) | 1976 | album Sur la route de Memphis |

### Neil Diamond
| Version Neil Diamond | Date | Support | Version Eddy  | Date | Support             |
| -------------------- | ---- | ------- | ------------- | ---- | ------------------- |
| Sweet Caroline       | 1969 |         | Miss Caroline | 1969 | album Mitchellville |

### Johnny Cash
| Version Johnny Cash | Date | Support | Version Eddy  | Date | Support           |
| ------------------- | ---- | ------- | ------------- | ---- | ----------------- |
| I walk the line     | 1964 |         | Je file droit | 2009 | album Grand Écran |

### Bob Dylan
| Version Bob Dylan           | Date | Support | Version Eddy | Date      | Support                                          |
| --------------------------- | ---- | ------- | --- | --------- | ------------------------------------------------ |
| Girl from the North Country | 1963 |         | La fille du Nord (reprise de l'adaptation d'Hugues Aufray, enregistré en 1978 par E.M.) La fille du Nord (en duo avec Hugues Aufray) | 1984 2009 | album Fan Album album New Yorker d'Hugues Aufray |
| Knockin' on Heaven's Door   | 1973 |         | Frappe aux portes du paradis | 2009      | album Grand Écran                                |

### The Platters
| Version The Platters     | Date | Support | Version Eddy                 | Date | Support                       |
| ------------------------ | ---- | ------- | ---------------------------- | ---- | ----------------------------- |
| Only You (And You Alone) | 1955 |         | only you (version française) | 1968 | album Sept Colts pour Schmoll |

### The Beatles
| Version The Beatles               | Date | Support | Version Eddy                 | Date | Support                       |
| --------------------------------- | ---- | ------- | ---------------------------- | ---- | ----------------------------- |
| You've Got to Hide Your Love Away | 1965 |         | Tu ferais mieux de l'oublier | 1965 | album Perspective 66          |
| The Fool on the Hill              | 1968 |         | Le fou sur la colline        | 1968 | album Sept Colts pour Schmoll |

### The Rolling Stones
| Version The Rolling Stones    | Date | Support                              | Version Eddy        | Date | Support              |
| ----------------------------- | ---- | ------------------------------------ | ------------------- | ---- | -------------------- |
| (I Can't Get No) Satisfaction | 1965 | album Out of Our Heads (édition USA) | Rien qu'un seul mot | 1965 | album Perspective 66 |

### The Animals
| Version The Animals | Date | Support | Version Eddy   | Date | Support                                    |
| ------------------- | ---- | ------- | -------------- | ---- | ------------------------------------------ |
| I'm crying          | 1965 |         | Tu ne peux pas | 1965 | album Du rock 'n' roll au rhythm 'n' blues |

### Creedence Clearwater Revival
| Version Creedence Clearwater Revival | Date | Support | Version Eddy          | Date | Support                  |
| ------------------------------------ | ---- | ------- | --------------------- | ---- | ------------------------ |
| Green river                          | 1969 |         | Le jardin de l'Eden   | 1969 | album Mitchellville      |
| Down on the corner                   | 1969 |         | J'aurai sa fille      | 1970 | super 45 tours           |
| Midnight special                     | 1969 |         | Laisse tomber le ciel | 1977 | album La Dernière Séance |

### Moody Blues
| Version Moody Blues | Date | Support | Version Eddy | Date | Support       |
| ------------------- | ---- | ------- | ------------ | ---- | ------------- |
| A simple game       | 1968 |         | Le jeu       | 1971 | album Zig-zag |

## Pour compléter

### Eddy Mitchell chanteMort Shuman
| Titre original                    | Interprète                                                                     | Date | Support | Compositeur - Auteur         | Version Eddy Mitchell (+ adaptation)                                                 | année                              | Support                                                                           |
| --------------------------------- | ------------------------------------------------------------------------------ | ---- | ------- | ---------------------------- | ------------------------------------------------------------------------------------ | ---------------------------------- | --------------------------------------------------------------------------------- |
| A mess of blues                   | Elvis Presley                                                                  | 1960 |         | Mort Shuman - Doc Pomus      | C'est tout comme (Claude Moine)                                                      | 1962                               | Rock'n'Twist (album des Chaussettes Noires)                                       |
| Little sister                     | Elvis Presley                                                                  | 1961 |         | Mort Shuman - Doc Pomus      | Petite sœur d'amour (Claude Moine)                                                   | 1962                               | Le 2 000 000e disque des Chaussettes Noires                                       |
| Gonna get back home somehow       | Elvis Presley                                                                  | 1962 |         | Mort Shuman - Doc Pomus      | Ne délaisse pas (Claude Moine)                                                       | 1963                               | Chaussettes Noires Party                                                          |
| Don't school a fool               | initialement promis à Presley, ce titre n'a pas eu d'interprète aux États-Unis |      |         | Mort Shuman - Doc Pomus      | Ma maîtresse d'école (Claude Moine)                                                  | 1963                               | super 45 tours                                                                    |
| Run fool run                      | initialement promis à Presley, ce titre n'a pas eu d'interprète anglo-saxon    |      |         | Mort Shuman - Doc Pomus      | Rien non rien (Claude Moine)                                                         | 1963                               | super 45 tours                                                                    |
| School of hearbreakers            | Ral Donner                                                                     | 1961 |         | Mort Shuman - Doc Pomus      | L'école des cœurs brisés (Claude Moine)                                              | 1963                               | super 45 tours                                                                    |
| You'll only start me cryin' again | initialement promis à Presley, ce titre n'a pas eu d'interprète anglo-saxon    |      |         | Mort Shuman - Clive Wesstake | Je défendrai mon amour (André Salvet) You'll only start me cryin' again              | 1964 1966 (enregistré en V.O. en…) | album Toute la ville en parle... Eddy est formidable restée inédite jusqu'en 1994 |
| (création originale)              |                                                                                |      |         | Mort Shuman - Claude Moine   | Le générique                                                                         | 1964                               | album Toute la ville en parle... Eddy est formidable                              |
| (création originale)              |                                                                                |      |         | Mort Shuman - Claude Moine   | Johnny merci                                                                         | 1964                               | album Toute la ville en parle... Eddy est formidable                              |
| (création originale)              |                                                                                |      |         | Mort Shuman - Claude Moine   | Et tu pleureras                                                                      | 1965                               | album Perspective 66                                                              |
| (création originale)              |                                                                                |      |         | Mort Shuman - Ralph Bernet   | Revoir encore                                                                        | 1965                               | album Perspective 66                                                              |
| (création originale)              |                                                                                |      |         | Mort Shuman - Claude Moine   | Je suis parti de rien                                                                | 1976                               | album Sur la route de Memphis                                                     |
| (création originale)              |                                                                                |      |         | Mort Shuman - Claude Moine   | Tu ne veux plus de moi                                                               | 1980                               | album Happy Birthday                                                              |
| (création originale)              |                                                                                |      |         | Mort Shuman - Claude Moine   | Vraiment bien (en duo avec Mort Shuman) (dernière chanson enregistrée par M. Shuman) | 1991                               | 45 tours                                                                          |
| Save the last dance for me        | The Drifters                                                                   | 1960 |         | Mort Shuman - Doc Pomus      | Garde-moi la dernière danse (André Calvet)                                           | 2009                               | album Grand Écran                                                                 |

### Eddy etJohnny(Reprises et chansons communes)
| Titre original + interprète                                        | Version Eddy                                                             | année     | Support                                                 | Version Johnny                                          | année                                     | Support |
| ------------------------------------------------------------------ | ------------------------------------------------------------------------ | --------- | ------------------------------------------------------- | ------------------------------------------------------- | ----------------------------------------- | --- |
| Be Bop a Lula (1956) Gene Vincent                                  | Be bop a lula (en français) autre version (en français)                  | 1961 1963 | 100% Rock album des Chaussettes Noires Super 45 tours   | Be bop a lula (en anglais)                              | 1962                                      | Sings America's Rockin' Hits |
| You Talk Too Much (1960) Joe Jones                                 | Tu parles trop                                                           | 1961      | 100% Rock album des Chaussettes Noires                  | Tu parles trop                                          | 1961                                      | Nous les gars, nous les filles |
| Johnny B. Goode (1958) Chuck Berry                                 | Eddy sois bon                                                            | 1961      | 100% Rock album des Chaussettes Noires                  | Johnny reviens                                          | 1964                                      | Johnny, reviens ! Les Rocks les plus terribles |
| Pony Time (1960) Don Conway                                        | Hey Pony                                                                 | 1961      | 100% Rock album des Chaussettes Noires                  | Hey Pony                                                | 1961                                      | Tête à tête avec Johnny Hallyday |
| Unchained Melody (1957) Gene Vincent                               | Les enchaînés                                                            | 1962      | Le 2 000 000e disque des Chaussettes Noires             | Unchained Melody Les enchaînés (en duo avec Joss Stone) | 2008                                      | Ça ne finira jamais |
| Shake, Rattle and Roll (1954) Bill Haley                           | Shake rattle and roll (version française) Un chèque en bois c'est drôle  | 1962 1984 | Le 2 000 000e disque des Chaussettes Noires Racines     | Chouette la vie                                         | 1984                                      | inédit jusqu'en 1993 |
| C'mon Everybody (1958) Eddie Cochran                               | Comment vas-tu mentir ?                                                  | 1963      | Eddy in London                                          | Venez tous avec moi                                     | 1974                                      | Rock'n'Slow |
| Baby I Don't Care (1957) Elvis Presley                             | Sentimentale                                                             | 1963      | Eddy in London                                          | Sentimentale                                            | 1961                                      | Tête à tête avec Johnny Hallyday |
| Money Honey (1956) Elvis Presley                                   | Belle Honey                                                              | 1963      | Eddy in London                                          | Money honey Monnaie, monnaie                            | 1960 1996                                 | Live au Vieux Colombier Destination Vegas |
| Long Tall Sally (1956) Little Richard                              | L'oncle John                                                             | 1963      | Eddy in London                                          | Sally Oh ! Sally                                        | 1964 1975                                 | Johnny, reviens ! Les Rocks les plus terribles Rock à Memphis                                                                                        |
| Ready Teddy (1956) Little Richard                                  | Ready Teddy                                                              | 1963      | Eddy in London                                          | Ready Teddy Belle                                       | 1959 1964                                 | maquette restée inédite jusqu'en 1993 Johnny, reviens ! Les Rocks les plus terribles                                                                 |
| Good Golly Miss Molly (1956) Little Richard                        | Jolie miss Molly                                                         | 1963      | Eddy in London                                          | C'est finie miss Molly Adieu miss Molly                 | 1964 1975                                 | Johnny Hallyday Olympia 64 (version live inédite jusqu'en 1992 - version studio inédite jusqu'en 1993) Rock à Memphis                                |
| You're The Devil In Disguise (1963) Elvis Presley                  | Tu n'as rien de tout ça                                                  | 1963      | Super 45 tours                                          | Tu n'as rien de tout ça                                 | 1964                                      | Les guitares jouent |
| Roll Over Beethoven (1956) Chuck Berry                             | Repose Beethoven                                                         | 1964      | Panorama                                                | Au rythme et au blues                                   | 1964                                      | Johnny, reviens ! Les Rocks les plus terribles |
| Maybellene (1955) Chuck Berry                                      | Maybellene (en français)                                                 | 1964      | Panorama                                                | Maybellene (en anglais)                                 | 1962                                      | Sings America's Rockin' Hits |
| Memphis Tennessee (1959) Chuck Berry                               | Memphis Tennessee (en français)                                          | 1964      | Panorama                                                | Memphis USA Memphis est loin d'ici                      | 1975 1996                                 | Rock à Memphis Destination Vegas |
| Et maintenant (19??) Gilbert Bécaud                                | Et maintenant                                                            | 1966      | Seul                                                    | Et maintenant                                           | 2009                                      | Tour 66 : stade de France 2009 |
| Rock'n'Roll music (1957) Chuck Berry                               | J'aime le Rock'n'Roll                                                    | 1971      | Rock 'n' Roll                                           | Rock'n'Roll musique                                     | 1965                                      | Hallelujah |
| Me and Bobby McGee (1971) Kris Kristofferson                       | Bobby McGee                                                              | 1972      | Dieu bénisse le rock'n'roll                             | L'histoire de Bobby McGee                               | 1975                                      | La terre promise |
| Tutti Frutti (1955) Little Richard                                 | Tutti frutti                                                             | 1975      | Rocking in Olympia 1975                                 | Tutti frutti                                            | 1959 1961 1975                            | maquette restée inédite jusqu'en 1993 Johnny et ses fans au festival de Rock'n'Roll Rock à Memphis                                                   |
| Promised Land (1964) Chuck Berry (version d'Elvis Presley en 1975) | Une terre promise                                                        | 1975      | Made in USA                                             | La terre promise                                        | 1975                                      | La terre promise |
| Sweet Little Rock'n'Roller (1958) Chuck Berry                      | Sirop Rock'n'Roll                                                        | 1976      | Sur la route de Memphis                                 | Jolie petite Rock'n'rolleuse                            | 1996                                      | Destination Vegas |
| That's How I Got To Memphis (1968) Tom T. Hall                     | Sur la route de Memphis                                                  | 1976      | Sur la route de Memphis                                 | Sur la route de Memphis (reprise par J.H.)              | 1996                                      | Destination Vegas |
| Blueberry Hill (?) Glenn Miller (version de Fats Domino en 1956)   | La colline de Blueberry Hill                                             | 1977      | La Dernière Séance                                      | Blueberry Hill                                          | 1962 2006                                 | Sings America's Rockin' Hits La Cigale : 12-17 décembre 2006 (en duo avec Chris Isaak)                                                               |
| Not Fade Away (1957) Buddy Holly                                   | Comment ça fait                                                          | 1979      | C'est bien fait                                         | Je vais te secouer                                      | 1996                                      | Destination Vegas |
| Love Me Tender (1956) Elvis Presley                                | Love me tender                                                           | 1984      | Fan Album                                               | Amour d'été Love me tender                              | 1967 1996                                 | Johnny 67 Destination Vegas |
|                                                                    | Mes souvenirs, mes seize ans                                             | 1984      | Racines                                                 | Mes seize ans                                           | 1983                                      | Entre violence et violon chanson écrite par Eddy pour Johnny en 1983. Mitchell l'enregistre l'année suivante avec des paroles légèrement différentes |
|                                                                    | Mon dernier rêve (Eddy et Johnny font les chœurs sur ce titre de Sardou) | 1997      | Salut (album de Michel Sardou)                          |                                                         |                                           | |
|                                                                    | On veut des légendes (duo Eddy et Johnny)                                | 2006      | Jambalaya                                               |                                                         |                                           | |
| Something Else (1959) Eddie Cochran                                | Elle est terrible - Something else                                       | 2006      | Jambalaya (trio Little Richard E. Mitchell J. Hallyday) | Elle est terrible                                       | 1962 (version live) 1963 (version studio) | Johnny à l'Olympia 33 tours 25 cm L’Idole des jeunes et album Les Bras en croix                                                                      |

#### Discographie (communes)
- 1989 : Pour toi Arménie (collectif, chanson humanitaire)
- 1989 : La Chanson des Restos (Tournée d'Enfoirés ; avec également Véronique Sanson, Michel Sardou et Jean-Jacques Goldman)
- 1993 : Excuse-moi partenaire (avec Paul Personne à la guitare // Johnny Hallyday au Parc des Princes le 18 et 19 juin) / Parc des Princes 1993
- 1993 : Happy birthday Rock'n'Roll (avec Paul Personne à la guitare // Johnny Hallyday au Parc des Princes le 18 et 19 juin) / Parc des Princes 1993
- 1998 : Sa raison d'être (Mitchell et Hallyday participent avec de nombreux artistes à ce titre à vocation humanitaire) / single + album Ensemble
- 2006 : On veut des légendes / album Jambalaya
- 2006 : Elle est terrible (en trio avec Little Richard / album Jambalaya
- 2007 : On veut des légendes / Jambalaya Tour
- 2007 : Be Bop a Lula (français-anglais) / Jambalaya Tour

#### Eddy Mitchell évoque Johnny Hallyday dans les chansons
1. Johnny merci (1964) Toute la ville en parle... Eddy est formidable
2. Chronique pour l'an 2000 (1966) Super 45 tours
3. Aïe (1969, version live - texte différent de la version studio) / Olympia 69
4. Mes souvenirs, mes seize ans (1984) Racines / (en 1983, Johnny évoque Eddy dans sa version du titre présente dans son album Entre violence et violon)
5. Promesses, promesses (1993) Rio Grande
6. L'Arche de Noë revisitée (2006) / Jambalaya

#### Les duos Eddy - Johnny
Johnny Hallyday est l'artiste qui a le plus chanté en duo avec Eddy Mitchell ; ils totalisent 105 duos, su 43 titres différents (télévisions, scènes et studios) :
1. 1975 : Be-Bop-A-Lula (télévision)
2. 1976 : Johnny reviens (radio)
3. Une terre promise - La terre promise (Télévision)
4. 1977 : Sur la route de Memphis (télévision)
5. 1978 : La musique que j'aime (avec également Sheila et Michel Sardou - télévision)
6. 1979 : Blue Suede Shoes (dernière de Johnny Hallyday au Pavillon de Paris le 25 novembre)
7. Tutti frutti (dernière de Johnny Hallyday au Pavillon de Paris le 25 novembre)
8. Be-Bop-A-Lula (dernière de Johnny Hallyday au Pavillon de Paris le 25 novembre)
9. 1980 : Be bop a lula (la dernière à l'Olympia d'Eddy Mitchell le 14 décembre)
10. See See Reader (la dernière à l'Olympia d'Eddy Mitchell le 14 décembre)
11. Blue Suede Shoes (la dernière à l'Olympia d'Eddy Mitchell le 14 décembre)
12. 1981 : Et la voix d'Elvis (avec également Gérard Depardieu - télévision)
13. 1982 : Medley Rock'n'Roll : Elle est terrible - La fille de l'été dernier - 37e étage - O Carole - Johnny reviens ! - Blue suede shoes - Tutti futti (télévision)
14. J'ai oublié de vivre (télévision)
15. Medley : Be bop a lula - That's all right mama (dernière d'Eddy Mitchell le 6 juin)
16. Cartes postales d'Alabama (dernière de Johnny Hallyday au Palais des Sports le 11 novembre)
17. Be bop a lula, (dernière de Johnny Hallyday au Palais des Sports le 11 novembre)
18. Whole Lotta Shakin' Goin' On ((dernière de Johnny Hallyday au Palais des Sports le 11 novembre)
19. Cartes postales d'Alabama + vœux (télévision le 31 décembre)
20. 1983 : Mes seize ans (télévision le 15 octobre)
21. 1984 : Mes seize ans (télévision le 29 septembre)
22. Happy birthday rock'n'roll (participation de Michel Sardou - télévision le 29 septembre)
23. Mes seize ans (radio le 30 septembre)
24. Tutti frutti (dernière d'Eddy Mitchell au Palais des sports de Paris le 27 octobre)
25. Mes seize ans (dernière d'Eddy Mitchell au Palais des sports de Paris le 27 octobre)
26. Whole lotta shakin'going'on (dernière d'Eddy Mitchell au Palais des sports de Paris le 27 octobre)
27. Whole lotta shakin'going'on (représentation de Johnny Hallyday au Zénith le 13 novembre)
28. 1985 : That's All Right (Mama) (la dernière de Johnny Hallyday au Zénith le 3 février)
29. Be bop a lula (la dernière de Johnny Hallyday au Zénith le 3 février)
30. Sur la route de Memphis (Printemps de Bourges le 2 avril)
31. Je me sens si seul - Heartbreak Hotel) (Printemps de Bourges le 2 avril)
32. That's all right mama (Printemps de Bourges le 2 avril)
33. Be bop a lula (Printemps de Bourges le 2 avril)
34. 1989 : Pour toi Arménie (Mitchell et Hallyday participent avec de nombreux artistes à ce titre à vocation humanitaire)
35. Le Bon Temps du rock and roll (avec également Alain Bashung - télévision)
36. Le Bon Temps du rock and roll / (Tournée d'Enfoirés)
37. Je t'attends (Tournée d'Enfoirés, (avec également Véronique Sanson, Michel Sardou et Jean-Jacques Goldman)
38. La Chanson des Restos (Tournée d'Enfoirés, (avec également Véronique Sanson, Michel Sardou et Jean-Jacques Goldman)
39. 1993 : Excuse-moi partenaire (avec Paul Personne à la guitare // Johnny Hallyday au Parc des Princes le 18 et 19 juin) / Parc des Princes 1993
40. Happy birthday Rock'n'Roll (avec Paul Personne à la guitare // Johnny Hallyday au Parc des Princes le 18 et 19 juin) / Parc des Princes 1993
41. 1994 : Be bop a lula (télé avec Paul Personne à la guitare)
42. Be bop a lula (dernière d'Eddy Mitchell à l'Olympia)
43. 1999 : Couleur menthe à l'eau (télévision)
44. 2000 : Be bop a lula  (22 juin, Olympia Johnny Hallyday)
45. 2003 : Quelque chose de Tennessee (concert de Johnny Hallyday à Nice le 17 juillet)
46. 2004 : Lèche botte blues (Télévision, trio avec Isabelle Boulay)
47. La Musique que j'aime (télévision, trio avec Isabelle Boulay)
48. 2006 : On veut des légendes (album D'Eddy Mitchell Jambalaya)
49. Elle est terrible (avec également Little Richard - album D'Eddy Mitchell Jambalaya)
50. 2007 : J'ai oublié de vivre (télévision, Taratata spécial Johnny Hallyday)
51. On veut des légendes, Jambalaya Tour
52. Be bop a lula (français-anglais), Jambalaya Tour
53. La Musique que j'aime (avec également Gérald De Palmas, Isabelle Boulay, Raphael, David Hallyday, Linda Lemay, Roberto Alagna - télévision)
54. 2012 : La Musique que j'aime, (Stade de France, concert de Johnny Hallyday, voir On Stage)
55. 2013 : La Musique que j'aime, (Bercy), (voir Born Rocker Tour)
56. 2014 : Les playboys (en trio avec Jacques Dutronc - Voir Les Vieilles Canailles)
57. Noir c'est noir (en trio avec Jacques Dutronc - Voir Les Vieilles Canailles)
58. C'est un rocker (en trio avec Jacques Dutronc - Voir Les Vieilles Canailles)
59. Les Cactus (Voir Les Vieilles Canailles)
60. J'aime les filles (en trio avec Jacques Dutronc - Voir Les Vieilles Canailles)
61. Lèche bottes blues (Voir Les Vieilles Canailles)
62. Excuse-moi partenaire (Voir Les Vieilles Canailles)
63. Dead or alive (Voir Les Vieilles Canailles)
64. Be bop a lula (en trio avec Jacques Dutronc - Voir Les Vieilles Canailles)
65. Couleur menthe à l'eau (Voir Les Vieilles Canailles)
66. On veut des légendes (en trio avec Jacques Dutronc - Voir Les Vieilles Canailles)
67. Vieille canaille (en trio avec Jacques Dutronc - Voir Les Vieilles Canailles)
68. Et moi, et moi, et moi (en trio avec Jacques Dutronc - Voir Les Vieilles Canailles)
69. Pas de boogie woogie (en trio avec Jacques Dutronc - Voir Les Vieilles Canailles)
70. La Musique que j'aime (en trio avec Jacques Dutronc - Voir Les Vieilles Canailles)
71. Noir c'est noir (en trio avec Thomas Dutronc - à la télévision le 20 décembre)
72. Excuse-moi partenaire (à la télévision le 20 décembre)
73. Couleur menthe à l'eau (à la télévision le 20 décembre)
74. 2017 : Joue pas de rock'n'roll pour moi (tournée Les Vieilles Canailles)
75. La Même Tribu (album d'Eddy Mitchell La Même Tribu (participation de Johnny Hallyday parmi d'autres artistes))
76. C'est un rocker (album La Même Tribu)